# Tỏi đen

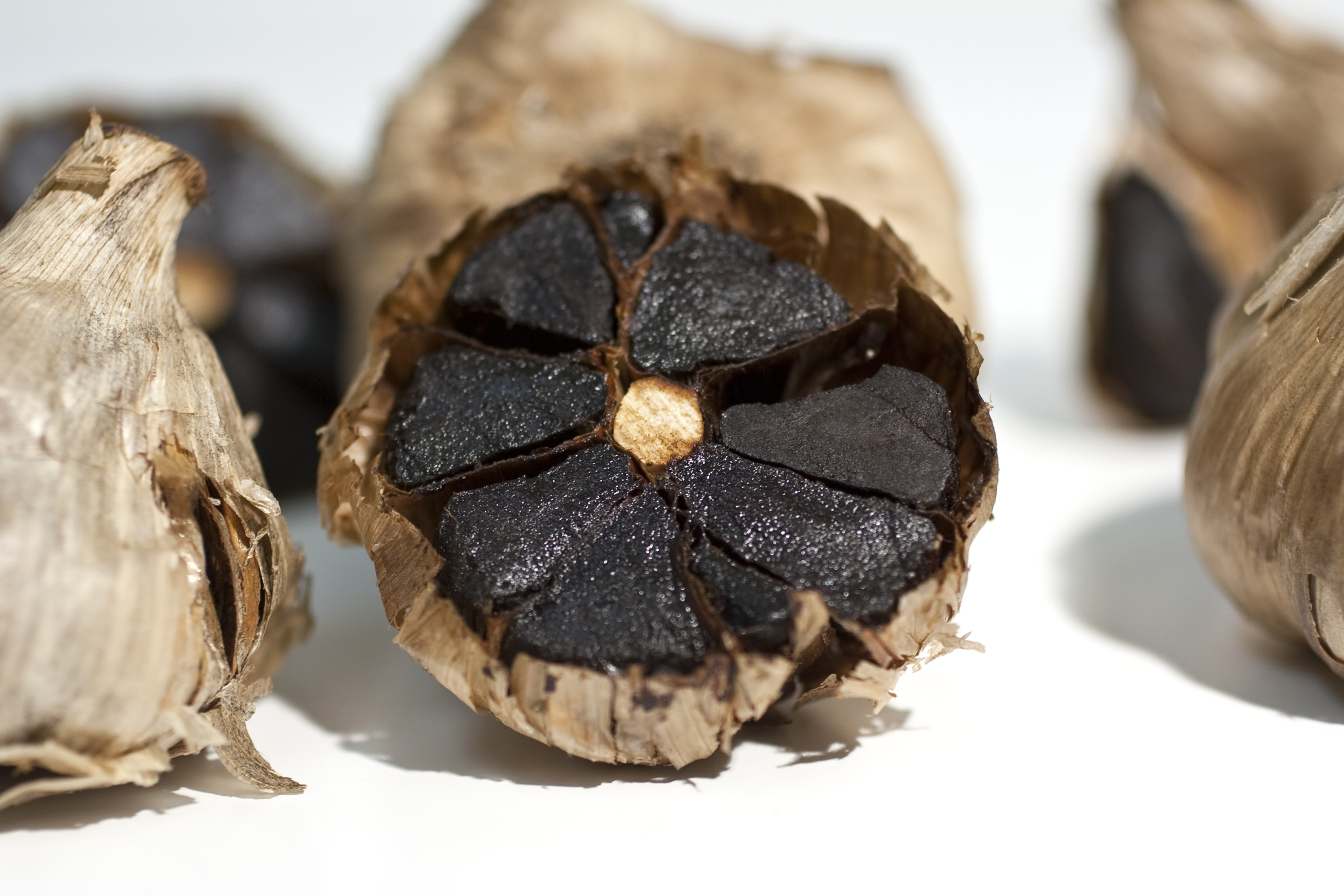
Tỏi đen

Tỏi đen là tỏi khô được chuyển màu đen từ tỏi trắng thông thường bằng phản ứng Maillard. Quá trình này được thực hiện bằng cách nung nóng toàn bộ củ tỏi với nhiệt độ khác nhau trong suốt vài tuần, một quá trình tạo ra nhân (tép tỏi) màu đen. Hương vị của tỏi sau xử lý trở nên ngọt như sirô với vị dấm balsamic hoặc vị quả me.
Xuất xứ từ Nhật Bản, hiện tại tỏi đen đã trở thành một thành phần được tìm kiếm và sử dụng trong ẩm thực cao cấp.
Quá trình sản xuất tỏi đen không phải là quá trình lên men mà là phản ứng Maillard, không liên quan đến hoạt động của vi sinh vật.

## Lịch sử
Trong Đạo giáo, tỏi đen được cho là sẽ giúp trường sinh bất lão. Tại Nhật Bản, tỏi đen đã được phát triển như một sản phẩm y tế và nó vẫn được coi là vậy cho đến nay. Đôi khi nó được thêm vào nước giải khát năng lượng, và ở Thái Lan nó được cho là làm tăng tuổi thọ của người dùng. Nó cũng được dùng để sản xuất sôcôla tỏi đen.